# نادي وورثينغ
نادي وورثينغ (بالإنجليزية: Worthing Football Club)‏ هو نادي كرة قدم إنجليزي مقره في ورثينج، غرب ساسكس.